# Gulli Petrini
Gulli Charlotta Petrini (Stockholm, 30 septembre 1867 - Stockholm, 8 avril 1941) est une physicienne, écrivaine, suffragette, militante des droits de la femme et femme politique suédoise.  Elle est présidente de la section locale de l'Association nationale pour le vote des femmes de Växjö, 1903-1914, et Stockholm, 1914-1921, et siège dans le conseil municipal pour les libéraux à Växjö, en 1910-1914. 
Ses parents sont le professeur Carl Jacob Rossander et Emma Maria Godenius.  Elle obtient son diplôme à la Wallinska skolan (en) en 1887 et devient docteur en philosophie à l'université d'Uppsala en 1901.  En 1902, elle épouse Henrik Petrini.  Elle travaille comme enseignante à l'école secondaire pour filles de Växjö, en 1902-06, et comme enseignante dans différentes écoles pour filles à Stockholm, en 1914-1931. 
Gulli Petrini s'intéresse au mouvement des droits des femmes en tant qu'étudiante à Uppsala dans les années 1890, où elle a fréquenté le cercle radical entourant Ann-Margret Holmgren. Son intérêt pour le mouvement des femmes provient par sa propre vie, qui n’était pas conventionnelle.  Soutenue par son père progressiste, elle a étudié à l'université alors que c'était encore controversé, pour une femme. Elle était également une professionnelle, malgré son mariage, à une époque où les femmes mariées n'étaient pas censées subvenir à leurs besoins.  Elle est devenue active en politique en 1904, lorsqu'elle s'est engagée dans la branche locale du mouvement pour le suffrage à Växjö, et est rapidement devenue une figure éminente du mouvement suédois pour le suffrage des femmes.